# زنان در موسیقی
زنان در موسیقی نقش زنان را به عنوان آهنگساز، ترانه‌سرا، مجری ساز، خواننده، رهبر ارکستر، دانش پژوه موسیقی، مربیان موسیقی، منتقدان موسیقی، روزنامه نگاران موسیقی و سایر مشاغل موسیقی توصیف می‌کنند. همچنین، این جنبش‌های موسیقی را توصیف می‌کند، به عنوان مثال موسیقی زنان، موسیقی است که توسط زنان برای زنان نوشته و اجرا می‌شود.
در دهه ۲۰۱۰، در حالی که زنان بخش قابل توجهی از خوانندگان موسیقی محبوب و موسیقی کلاسیک را تشکیل می‌دهند و بخش قابل توجهی از ترانه‌سراها (که بسیاری از آنها خواننده و ترانه‌سرا هستند)، تعداد کمی از زنان تهیه‌کننده موسیقی، منتقدان راک و سازهای راک هستند. زنان برجسته هنرمند موسیقی پاپ مانند بیورک و لیدی گاگا در مورد تبعیض جنسیتی در صنعت موسیقی اظهار نظر کرده‌اند. علاوه بر این، یک مطالعه اخیر به رهبری دکتر اسمیت اعلام کرد که در طی شش سال گذشته، نمایندگی زنان در صنعت موسیقی حتی کمتر بوده‌است". در موسیقی کلاسیک، اگرچه تعداد زیادی آهنگساز زن از دوره قرون وسطی تا به امروز وجود داشته‌است، اما آهنگسازان زن در رپرتوار موسیقی کلاسیک، کتابهای درسی تاریخ موسیقی و دائرةالمعارف‌های موسیقی به میزان قابل توجهی نمایندگی ندارند. به عنوان مثال، در تاریخ موسیقی مختصر آکسفورد، کلارا شومان یکی از تنها آهنگسازان زنی است که از او نام برده شده‌است.
زنان بخش قابل توجهی از تکنوازهای ساز در موسیقی کلاسیک را تشکیل می‌دهند و درصد زنان در ارکسترها در حال افزایش است. مقاله سال ۲۰۱۵ در مورد تکنوازهای کنسرتو در ارکسترهای مهم کانادا نشان داد که ۸۴٪ از تکنوازان سمفونیک اورچستر مونترال مرد بودند. در سال ۲۰۱۲، زنان هنوز فقط ۶٪ از ارکسترهای فیلارمونیک وین را که دارای رتبه بالایی هستند تشکیل می‌دهند. زنان در ژانرهای موسیقی معروف مانند راک و هوی متال کمتر به عنوان نوازنده ساز رایج هستند، اگرچه تعدادی ساززن و گروه موسیقی کاملاً زن وجود دارد. زنان به ویژه در ژانرهای فلزی شدید کمتر معرفی می‌شوند. زنان همچنین در رهبری ارکسترال، روزنامه‌نگاری انتقاد موسیقی/موسیقی، تولید موسیقی و مهندسی صدا کمتر حضور دارند. در حالی که زنان از آهنگسازی در قرن نوزدهم دلسرد می‌شدند و زنان موسیقی‌شناس کمیاب هستند، زنان درگیر آموزش موسیقی می‌شوند "تا حدی که زنان در نیمه بعدی قرن نوزدهم و تقریباً در قرن ۲۰ بر این رشته تسلط داشتند.
به گفته جسیکا دوچن، نویسنده موسیقی روزنامه ایندیپندنت در لندن، زنان موسیقی دان در موسیقی کلاسیک اغلب به جای استعدادشان به دلیل ظاهرشان مورد قضاوت قرار می‌گیرند و برای اینکه در صحنه و عکس‌ها سکسی و زیبا به نظر برسندتحت فشار قرار می‌گیرند. دوچن اظهار داشت که در حالی که در اینجا زنان موسیقی‌دانانی که از نظر مادی موفقیت بیشتری دارند، از اهمیت به ظاهر خود امتناع می‌ورزمد. به گزارش رادیو ۳ ویرایشگر بریتانیا، ادوینا Wolstencroft، صنعت موسیقی را به مدت طولانی باز به حضور زنان در عملکرد یا سرگرمی نقش بوده‌است، اما زنان تمایل کمتری به مناصب، مانند بودن می هادی از یک ارکستر، حرفه ای که "یکی از آخرین سقف‌های شیشه ای در صنعت موسیقی " نامیده شده‌است. در موسیقی عامه پسند، در حالی که زنان خواننده زیادی آهنگ ضبط می‌کنند، تعداد کمی از زنان در پشت کنسول صوتی به عنوان تهیه‌کننده موسیقی فعالیت می‌کنند، افرادی که روند ضبط را کارگردانی و مدیریت می‌کنند. یکی از ضبط شده‌ترین هنرمندان یک زن است، آشا بوسل، خواننده هندی که بیشتر او را به عنوان خواننده پخش در سینمای هندی می‌شناسند.